# Родригес, Агустин (футболист)
Агусти́н Родри́гес Сантьяго (исп. Agustín Rodríguez Santiago; род. 10 сентября 1959, Марин), более известный как Агусти́н (исп. Agustín) — испанский футболист, большую часть своей футбольной карьеры выступавший за «Реал Мадрид».

## Карьера

### Клубная
В кантеру мадридского «Реала» попал в 1975 году.
4 апреля 1981 года в матче 31 тура Примеры с «Саламанкой» на 14-й минуте заменил основного вратаря Мариано Гарсию Ремона. Спустя 16 минут «Саламанка» открыла счёт (отличился Короминас), но благодаря хет-трику Хуанито «Реал» смог отыграться и победить (3:1).
В сезоне 1982/83 завоевал трофей Саморы, пропустив в 29 матчах 22 мяча.
Завершил карьеру в 1994 году.
В 2006 году поддержал кандидатуру Артуро Бальдасано на пост президента «Реала».

## Достижения

### Командные
Реал Мадрид
- Кубок УЕФА: 1984/85, 1985/86
- Ла Лига: 1984/85, 1985/86, 1986/87, 1988/89, 1989/90.
- Кубок Короля: 1981/82, 1988/89.
- Суперкубок: 1988, 1989.
- Кубок испанской лиги: 1984/1985.
- Финалист Кубка европейских чемпионов: 1980/81.

Реал Мадрид Кастилья
- Финалист Кубка Короля: 1979/80.

### Индивидуальные
- Трофей Саморы: 1982/83.